# Town & Country Surf Designs
Town & Country Surf Designs (également connue sous l'acronyme T&C) est une entreprise spécialisée dans les vêtements et les équipements de surf.  Sa première boutique a été ouverte en 1971 par Craig Sugihara à Pearl City, Hawaii. 
Elle devint connue dans les années 1980 pour ses tee-shirts figurant « Da' Boys », des personnes de cartoons imaginés par l'artiste Steve Nazar. Le gorille surfeur anthropomorphique (Thrilla Gorilla) était inspiré du surfeur Dane Kealoha, le personnage cool (Joe Cool) de Shaun Tomson et le surfeur des cavernes (The Caveman) de Ken Bradshaw. Le design de ces t-shirts s'est ancré dans la culture locale, bien qu'ils aient disparu à la fin des années 1980. Ces personnages ont été repris dans le jeu vidéo de surf Town & Country Surf Designs: Wood & Water Rage (en) sorti sur Nintendo NES en 1988 et sa suite Town & Country II: Thrilla's Surfari (en) (1992).